# Ondogurvel

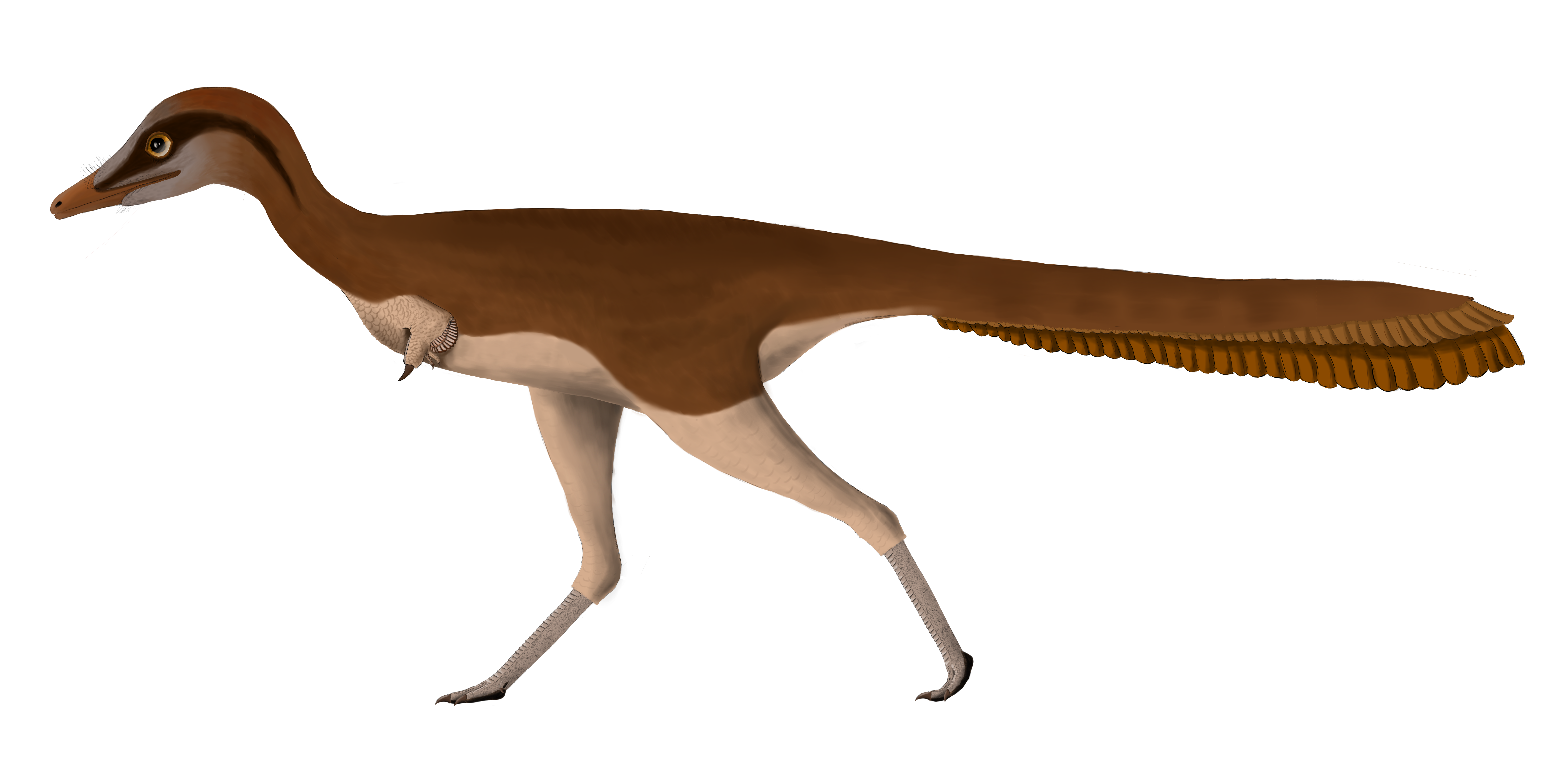
Ondogurvel alifanovi

Ondogurvel alifanovi is een theropode dinosauriër, behorende tot de Maniraptora, die tijdens het late Krijt leefde in het gebied van het huidige Mongolië.

## Vondst en naamgeving
In 1999 vond Wladimir Alifanow in de Nemegt in de Gobiwoestijn het skelet van een kleine theropode.
In 2022 benoemden en beschreven Alexandr Olegowitsj Awerianow en Alexei Lopatin de typesoort Ondogurvel alifanovi. De geslachtsnaam is een combinatie van het Mongools өндөг, ondo, "ei", en гүрвэл, goervel, "hagedis". De soortaanduiding eert wijlen Alifanow als ontdekker; hij overleed in 2021.
Het holotype, PIN 5838/1, is gevonden in een laag van de Barun Goyotformatie die dateert uit het Campanien. Het bestaat uit een skelet met schedel. Bewaard zijn gebleven: de twee achterste ruggenwervels, de drie voorste sacrale wervels, de rechtercarpometacarpus van de hand, het eerste kootje van de tweede vinger van de linkerhand, het eerste kootjes van de tweede vinger van de rechterhand, het rechterdarmbeen, beide schaambeenderen, beide zitbeenderen, het rechterdijbeen, het rechterscheenbeen, het rechterkuitbeen, het tweede en vierde middenvoetsbeen van de rechtervoet, het eerste en tweede kootje van de vierde rechterteen, het eerste kootje van de tweede linkerteen en een aantal niet te identificeren teenkootjes. Het skelet ligt ten dele in verband en is niet geheel uit het omringende gesteente bevrijd. Het beslaat een steenplaat van twaalf centimeter in het vierkant.
In 2022 stelde Michael Mortimer dat Ondogurvel waarschijnlijk simpelweg de volwassen vorm is van Parvicursor uit dezelfde formatie.

## Beschrijving
Ondogurvel was een klein dier, vermoedelijk nog geen anderhalve meter lang. Het scheenbeen is 122,8 millimeter lang.
De beschrijvers gaven een onderscheidend kenmerk aan waarin Ondogurvel verschilt van alle andere alvarezsauriden. Het tweede en vierde middenvoetsbeen zijn over hun volle raakvlak vergroeid. Bij de verwanten Xixianykus en Albinykus is de vergroeiing gedeeltelijk.
Volgens Mortimer zou de grotere vergroeiing eenvoudigweg een rijpingskenmerk kunnen zijn. Volgens de beschrijvers verschilt Ondogurvel verder van Parvicursor door een naar boven gewelfde kam boven het heupgewricht, een minder overdwars naar buiten gebogen scheenbeen, een minder verbrede bovenzijde van het kuitbeen en een relatief korter eerste kootje van de tweede teen. Mortimer oordeelde dat het kortere kootje een plausibel gevolg kan zijn van een hogere individuele ouderdom en dat de vrij subtiele overige verschillen een geval zouden kunnen zijn van individuele variatie.
Verder werd grote aandacht besteed aan de bouw van de carpometacarpus, de vergroeiing van de polsbeenderen met de middenhandsbeenderen. Daarin onderscheidde men twee typen. Bij Ondogurvel en Mononykus liggen de gewrichtsvlakken van het derde en vierde middenhandsbeen aan de buitenste zijrand van de carpometacarpus; er waren kleine maar functionele derde en vierde vinger aanwezig die bogen in een vlak dat vrijwel haaks stond op het buigingsvlak van de tweede vinger. Bij een nog onbenoemde alvarezsauride uit Bissekty en Linhenykus daarentegen, ontbreekt het gewrichtsvlak van het vierde middenhandsbeen geheel en ligt het gewrichtsvlak van het derde middenhandsbeen aan de uiterste, distale, rand van de carpometacarpus, op één lijn met de onderste gewrichtsknobbels van het tweede middenhandsbeen. Bij deze bouw boog de kleine functionele derde vinger in hetzelfde vlak als de tweede vinger. Bij Linhenykus is de carpometacarpus weliswaar van het tweede type, maar het gewrichtsvlak van het derde middenhandsbeen is sterk gereduceerd en de derde vinger was kennelijk afwezig.

## Fylogenie
Ondogurvell werd in 2022 in de Alvarezsauridae geplaatst. Daarbinnen zou hij een lid zijn van de Parvicursorinae. De groep zou te verdelen zijn in twee hoofdtakken die zich onderscheiden in de vorm van de handen. Ondogurvel zou zich in een klade bevinden met Xixianykus als zustersoort van Albinykus.
De positie van Ondogurvel in de evolutionaire stamboom toont het volgende kladogram:
|  | Linhenykus                                                  |
|  |                                                             |
|  | \| \| Ceratonykus \| \| \| \| \| \| Parvicursor \| \| \| \| |
|  |                                                             |
|  | Ceratonykus                                                 |
|  |                                                             |
|  | Parvicursor                                                 |
|  |                                                             |

|  | Ceratonykus |
|  |             |
|  | Parvicursor |
|  |             |

|  | Xixianykus                                               |
|  |                                                          |
|  | \| \| Albinykus \| \| \| \| \| \| Ondogurvel \| \| \| \| |
|  |                                                          |
|  | Albinykus                                                |
|  |                                                          |
|  | Ondogurvel                                               |
|  |                                                          |

|  | Albinykus  |
|  |            |
|  | Ondogurvel |
|  |            |

|  | Xixianykus                                               |
|  |                                                          |
|  | \| \| Albinykus \| \| \| \| \| \| Ondogurvel \| \| \| \| |
|  |                                                          |
|  | Albinykus                                                |
|  |                                                          |
|  | Ondogurvel                                               |
|  |                                                          |

|  | Albinykus  |
|  |            |
|  | Ondogurvel |
|  |            |

|  | Linhenykus                                                  |
|  |                                                             |
|  | \| \| Ceratonykus \| \| \| \| \| \| Parvicursor \| \| \| \| |
|  |                                                             |
|  | Ceratonykus                                                 |
|  |                                                             |
|  | Parvicursor                                                 |
|  |                                                             |

|  | Ceratonykus |
|  |             |
|  | Parvicursor |
|  |             |

|  | Xixianykus                                               |
|  |                                                          |
|  | \| \| Albinykus \| \| \| \| \| \| Ondogurvel \| \| \| \| |
|  |                                                          |
|  | Albinykus                                                |
|  |                                                          |
|  | Ondogurvel                                               |
|  |                                                          |

|  | Albinykus  |
|  |            |
|  | Ondogurvel |
|  |            |

|  | Xixianykus                                               |
|  |                                                          |
|  | \| \| Albinykus \| \| \| \| \| \| Ondogurvel \| \| \| \| |
|  |                                                          |
|  | Albinykus                                                |
|  |                                                          |
|  | Ondogurvel                                               |
|  |                                                          |

|  | Albinykus  |
|  |            |
|  | Ondogurvel |
|  |            |

|  | Linhenykus                                                  |
|  |                                                             |
|  | \| \| Ceratonykus \| \| \| \| \| \| Parvicursor \| \| \| \| |
|  |                                                             |
|  | Ceratonykus                                                 |
|  |                                                             |
|  | Parvicursor                                                 |
|  |                                                             |

|  | Ceratonykus |
|  |             |
|  | Parvicursor |
|  |             |

|  | Xixianykus                                               |
|  |                                                          |
|  | \| \| Albinykus \| \| \| \| \| \| Ondogurvel \| \| \| \| |
|  |                                                          |
|  | Albinykus                                                |
|  |                                                          |
|  | Ondogurvel                                               |
|  |                                                          |

|  | Albinykus  |
|  |            |
|  | Ondogurvel |
|  |            |

|  | Xixianykus                                               |
|  |                                                          |
|  | \| \| Albinykus \| \| \| \| \| \| Ondogurvel \| \| \| \| |
|  |                                                          |
|  | Albinykus                                                |
|  |                                                          |
|  | Ondogurvel                                               |
|  |                                                          |

|  | Albinykus  |
|  |            |
|  | Ondogurvel |
|  |            |

|  | Linhenykus                                                  |
|  |                                                             |
|  | \| \| Ceratonykus \| \| \| \| \| \| Parvicursor \| \| \| \| |
|  |                                                             |
|  | Ceratonykus                                                 |
|  |                                                             |
|  | Parvicursor                                                 |
|  |                                                             |

|  | Ceratonykus |
|  |             |
|  | Parvicursor |
|  |             |

|  | Xixianykus                                               |
|  |                                                          |
|  | \| \| Albinykus \| \| \| \| \| \| Ondogurvel \| \| \| \| |
|  |                                                          |
|  | Albinykus                                                |
|  |                                                          |
|  | Ondogurvel                                               |
|  |                                                          |

|  | Albinykus  |
|  |            |
|  | Ondogurvel |
|  |            |

|  | Xixianykus                                               |
|  |                                                          |
|  | \| \| Albinykus \| \| \| \| \| \| Ondogurvel \| \| \| \| |
|  |                                                          |
|  | Albinykus                                                |
|  |                                                          |
|  | Ondogurvel                                               |
|  |                                                          |

|  | Albinykus  |
|  |            |
|  | Ondogurvel |
|  |            |

Mortimer gaf toe dat het feit dat Ondogurvel niet naast Parvicursor uitvalt in de analyse, een argument zou kunnen zijn tegen een identiteit tussen beiden. Hij wees er echter op dat de stamboom bereikt werd door de toepassing van gewogen kenmerken (implied weighting) omdat anders de meeste soorten een polychotomie zouden vormen, dus een "kam" die hun onderlinge verwantschappen niet laat zien. De betrouwbaarheid van deze methode is naar haar aard gering.